# 外弹道
外弹道是指抛射物（比如弹头、炮弹等）离开其发射装置（比如枪械和火炮的身管）后进行自由飞行时的运动轨迹，俗称的“弹道”一般就是专指外弹道。
外弹道学（external ballistics）则是弹道学中专门研究抛体在自由飞行部分的运动状态的学科，对于研究现实应用中非制导武器的精确度性能和瞄准操作有着重要作用。